# Rodomonte

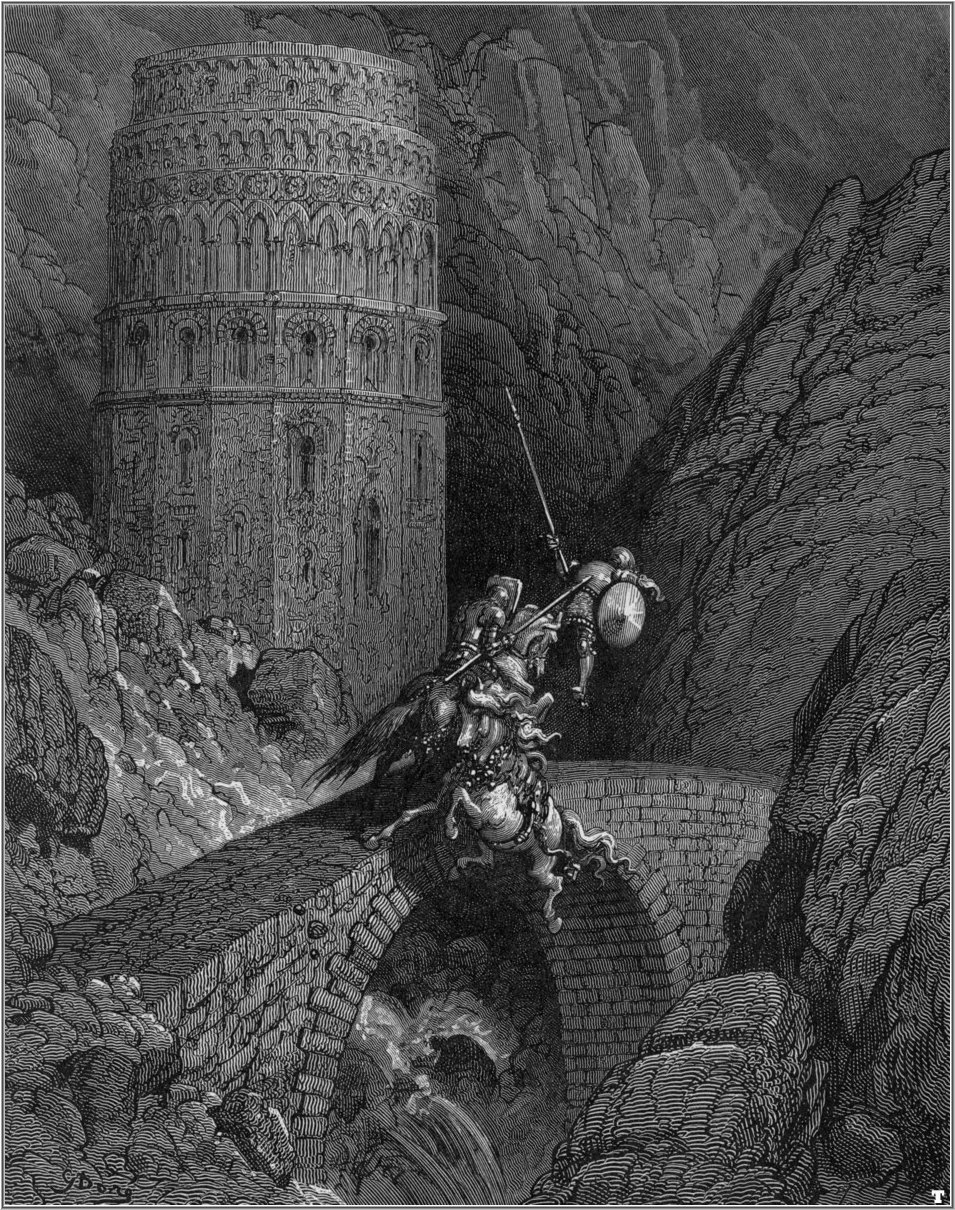
Rodomonte défendant le pont, illustration de lOrlando furioso par Gustave Doré

Rodomonte  est un personnage majeur des poèmes épiques romantiques italiens Orlando innamorato de Matteo Maria Boiardo et Orlando furioso de L' Ariosto. Il est le roi de Zarza et d'Alger et le chef de l'armée sarrasine qui assiège Charlemagne à Paris. Il est amoureux de Doralice, princesse de Grenade, mais elle s'enfuit avec son rival Mandricardo . Il tente de séduire Isabella mais elle le trompe et le pousse à la tuer par erreur. En signe de remords, Rodomonte construit un pont en sa mémoire et oblige tous ceux qui le traversent à lui rendre hommage. Lorsque Orlando, « nu et fou », arrive au pont, c'est Rodomonte, le païen, qui le jette dans la rivière en contrebas. Ils nagent tous les deux jusqu'au rivage, mais Orlando, qui est nu et n'est pas gêné par une armure lourde, arrive en premier sur le rivage. Finalement, Rodomonte apparaît au mariage de Bradamante et Ruggiero et accuse Ruggiero de trahison pour s'être converti au christianisme et avoir abandonné la cause sarrasine. Tous les deux se battent en duel et Rodomonte finit tué.
Les prouesses de Rodomonte n'ont d'égal que son arrogance et sa vantardise. Son nom est à l'origine de l'expression rodomontade, qui signifie « Fanfaronnade, vanterie en fait de bravoure ».
Rodomonte est également associé à la force et au courage. Le roi d'Espagne a donné le titre de « Rodomonte » à Louis de Gonzague en raison de sa force exceptionnelle.
Rodomonte fait sa première apparition dans le livre 2, Chant I d' Orlando Innamorato. On raconte que Boiardo était si ravi d'avoir inventé ce nom qu'il fit sonner les cloches de l'église pour célébrer cet événement. 
Dans le livre 2, chant XIV d' Orlando Innamorato, Boiardo mentionne que Rodomonte est le fils d'Ulieno et un descendant du géant biblique Nimrod. Il hérite de Nimrod une épée massive, si lourde qu'un homme ordinaire ne pourrait pas la soulever.

## Sources
- (it) Boiardo : Orlando Innamorato éd. Giuseppe Anceschi (Garzanti, 1978)
- (it) Boiardo : Orlando innamorato traduit par Charles Stanley Ross, (Parlor Press, 2004).
- (it) L'Arioste : Orlando Furioso, traduction en vers de Barbara Reynolds en deux volumes (Penguin Classics, 1975). Première partie (chants 1–23) (ISBN 0-14-044311-8) ; deuxième partie (chants 24–46) (ISBN 0-14-044310-X)
- (it) L'Arioste : Orlando Furioso éd. Marcello Turchi (Garzanti, 1974)
- (it) L'Arioste : Orlando Furioso : Une sélection éd. Pamela Waley (Manchester University Press, 1975)